# Orthopodomyia antanosyorum
Orthopodomyia antanosyorum är en tvåvingeart som beskrevs av Rodhain och Boutonnier 1984. Orthopodomyia antanosyorum ingår i släktet Orthopodomyia och familjen stickmyggor.
Artens utbredningsområde är Madagaskar. Inga underarter finns listade i Catalogue of Life.